# På älvors vis
"På älvors vis" är en sång från 1983 av den svenske musikern Ola Magnell. Den finns med på hans sjätte studioalbum Gaia (1983) och utgjorde också b-sida till singeln Jag fryser (på dej) (1983) från samma album.
Låten spelades in i februari–mars 1983 i Metronomes studio, Stockholm och producerades av Mats Ronander. Medverkade gjorde Magnell (sång, gitarr), Stefan Nilsson (flygel) och Olle Westbergh (synth).
Anna-Lotta Larsson tolkade låten på albumet Jag ser dig i smyg (1995) och Ronander spelade in en version låten för tributsamlingen Påtalåtar - en hyllning till Ola Magnell (2005). Därutöver har den i Magnells version medtagits på samlingsalbumen Ola Magnell: 74-87 (1994) samt Ola Magnell: Guldkorn (2000).

## Medverkande
- Ola Magnell – sång, gitarr
- Stefan Nilsson – flygel
- Olle Westbergh – synth

### Fotnoter
1. 1 2  ”Ola Magnell”. Svensk mediedatabas. http://smdb.kb.se/catalog/search?q=ola+magnell&sort=OLDEST. Läst 24 januari 2013.
2. ↑  ”Gaia”. Ola Magnell. http://www.magnell.nu/diskografi/gaia-1655950. Läst 24 januari 2013.